# Jean Gaspard Boëll
Jean Gaspard Boëll est un homme politique français né le 15 février 1765 à Wissembourg (Bas-Rhin) et mort le 18 décembre 1833 au même lieu.

## Biographie
Avocat à Wissembourg, il est élu député du Bas-Rhin au Conseil des Cinq-Cents le 24 germinal an VI. Favorable au coup d'État du 18 brumaire, il devient président du tribunal civil de Wissembourg. Il est de nouveau député du Bas-Rhin en 1815, pendant les Cent-Jours.

## Sources
- « Jean Gaspard Boëll », dans Adolphe Robert et Gaston Cougny, Dictionnaire des parlementaires français, Edgar Bourloton, 1889-1891 [détail de l’édition]